# ジョゼフ・ウィンロック
ジョゼフ・ウィンロック（Joseph Winlock、1826年2月6日 - 1875年6月11日）は、アメリカ合衆国の天文学者・数学者である。

## 経歴
ケンタッキー州のシェルビー・カウンティに生まれた。祖父はジョゼフ・ウィンロック将軍(1758年 - 1831年)である。ケンタッキー州のシェルビー・カレッジを卒業して、シェルビー・カレッジの数学と天文学の教授を務めた。
1852年から1857年の間、マサチューセッツ州のケンブリッジに移って、『アメリカ航海者年鑑』 American Ephemeris and Nautical Almanacのコンピューターとして働いた。その後しばらく海軍大学校の数学の学科長を務めたが、再びアメリカ航海暦局（Almanac office）の監督者に戻った。
1863年にアメリカ科学アカデミーの50人の創立メンバーの1人になり、1866年からジョージ・フィリップス・ボンドの後をついでハーバード大学天文台の所長に任じられた。ハーバードの天文学、測地学の教授を務めた。
主な業績としては子午環による天体測定、二重星の一覧の作成、天体の写真観測などがある。1860年のケンタッキー、1870年のスペインの日食観測隊を率いた。月のウィンロック・クレータにウィンロックの名前が命名された。娘のアンナ・ウィンロックも天文学者として小惑星エロスなどの軌道計算を行った。